# Xanthoparmelia hypomelaena
Xanthoparmelia hypomelaena är en lavart som först beskrevs av Hale, och fick sitt nu gällande namn av Hale. Xanthoparmelia hypomelaena ingår i släktet Xanthoparmelia och familjen Parmeliaceae.   Inga underarter finns listade i Catalogue of Life.